# Digimon Adventure: Last Evolution Kizuna
Digimon Adventure: Last Evolution Kizuna (デ ジ モ ン ア ド ベ ン チ ャ ー LAST EVOLUTION 絆, Dejimon Adobenchā Last Evolution Kizuna, no original, ou Digimon Adventure: A Última Evolução Kizuna, em Portugal) é o décimo filme Digimon e segue o Digimon Adventure tri..
Em 28 de maio de 2018, o diretor original de Digimon Adventure e Digimon Adventure 02, Kakudou Hiroyuki revelou que havia deixado a equipe de Digimon Adventure: Last Evolution Kizuna depois que algo foi aprovado que ele alegou ser incompatível com o que a série anterior havia estabelecido. Em 20 de setembro de 2020, o produtor Kinoshita Yosuke afirmou que Digimon Adventure: Last Evolution Kizuna está em continuidade com Digimon Adventure, Digimon Adventure 02, Digimon Adventure 02: Digimon Hurricane Landing!!/Transcendent Evolution!! The Golden Digimentals, e Digimon Adventure tri.. Isso incluiu o final do episódio final de 02, ambientado em 2028, onde as Crianças Escolhidas são adultas.

## Sinopse
É 2010, mais de dez anos desde o verão em que Taichi conheceu Agumon e os outros, e eles tiveram sua aventura no Mundo Digital. A existência mundial de Crianças Escolhidas foi gradualmente reconhecida, e a visão de Digimon no mundo real tornou-se menos incomum. Taichi se tornou um estudante universitário, enquanto Yamato e os outros descobriram e começaram seus próprios caminhos na vida.
Durante tudo isso, certos incidentes começam a ocorrer em torno de Crianças Escolhidas em todo o mundo. Menoa e Imura são estudiosos cuja área de estudo é o Digimon que apareceu para Taichi e os outros. Esses dois procuram ajuda do grupo, alegando que um Digimon chamado Eosmon é a causa dos incidentes. Taichi e os Crianças Escolhidas se reúnem mais uma vez para resolver o assunto. Mas durante a batalha com Eosmon, algo deu errado com a evolução de Agumon e dos outros. Quando Menoa vê isso, ela informa ao grupo de Taichi uma verdade chocante: Quando um Crianças Escolhidas se torna um adulto, seu parceiro Digimon deixará de existir...
A ameaça representada por Eosmon gradualmente se espalha, afetando também os amigos de Taichi. Ele não pode salvar seus amigos se não lutar, mas lutar significa que ele terá que se despedir de seu parceiro muito mais cedo. Ele pensou que eles sempre estariam juntos. Ele vai lutar, mesmo que isso signifique perder aquele que é mais querido por ele? Isso é o que significa para um Crianças Escolhidas se tornar um adulto. Diante de um destino inalterável, que resposta o vínculo entre Taichi e Agumon produzirá apenas para os dois?

## Personagens

### Protagonistas
- Yagami Taichi
  - Koromon > Agumon > Greymon >  Metal Greymon >  Omegamon / Agumon -Yuki no Kizuna-
- Ishida Yamato
  - Tunomon > Gabumon > Garurumon > Were Garurumon > Omegamon / Gabumon -Yujo no Kizuna-
- Takenouchi Sora
  - Piyomon
- Izumi Kōshirō
  - Tentomon > Kabuterimon
- Tachikawa Mimi
  - Palmon > Togemon
- Kido Jo
  - Gomamon > Ikkakumon
- Takaishi Takeru
  - Patamon > Angemon
- Yagami Hikari
  - Tailmon > Angewomon
- Motomiya Daisuke
  - Chibimon > V-mon > XV-mon
- Inoue Miyako
  - Hawkmon > Aquilamon
- Hida Iori
  - Upamon > Armadimon > Ankylomon
- Ichijouji Ken
  - Minomon > Wormmon > Stingmon

### Antagonistas
- Parrotmon
- Menoa Bellucci
  - Eosmon (Adult) > Eosmon (Perfect) > Eosmon (Ultimate)

### Outros personagens
- Imura Kyōtarō
- Morphomon
- Gennai
- Wallace
  - Terriermon
  - Lopmon
- Mochizuki Meiko
  - Meicoomon
- Michael
  - Betamon